# Premio Julius Erving

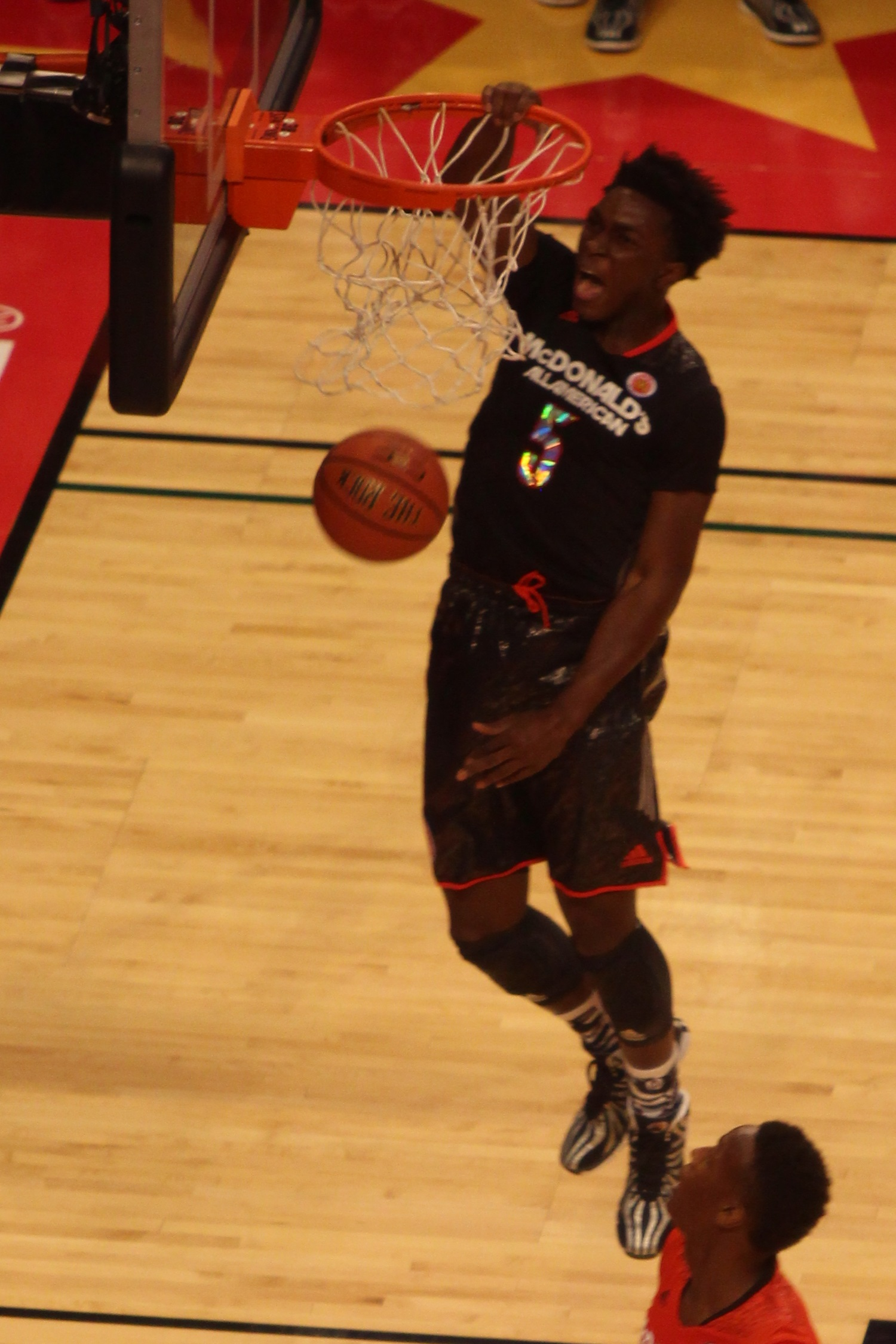
Stanley Johnson, el primer ganador.

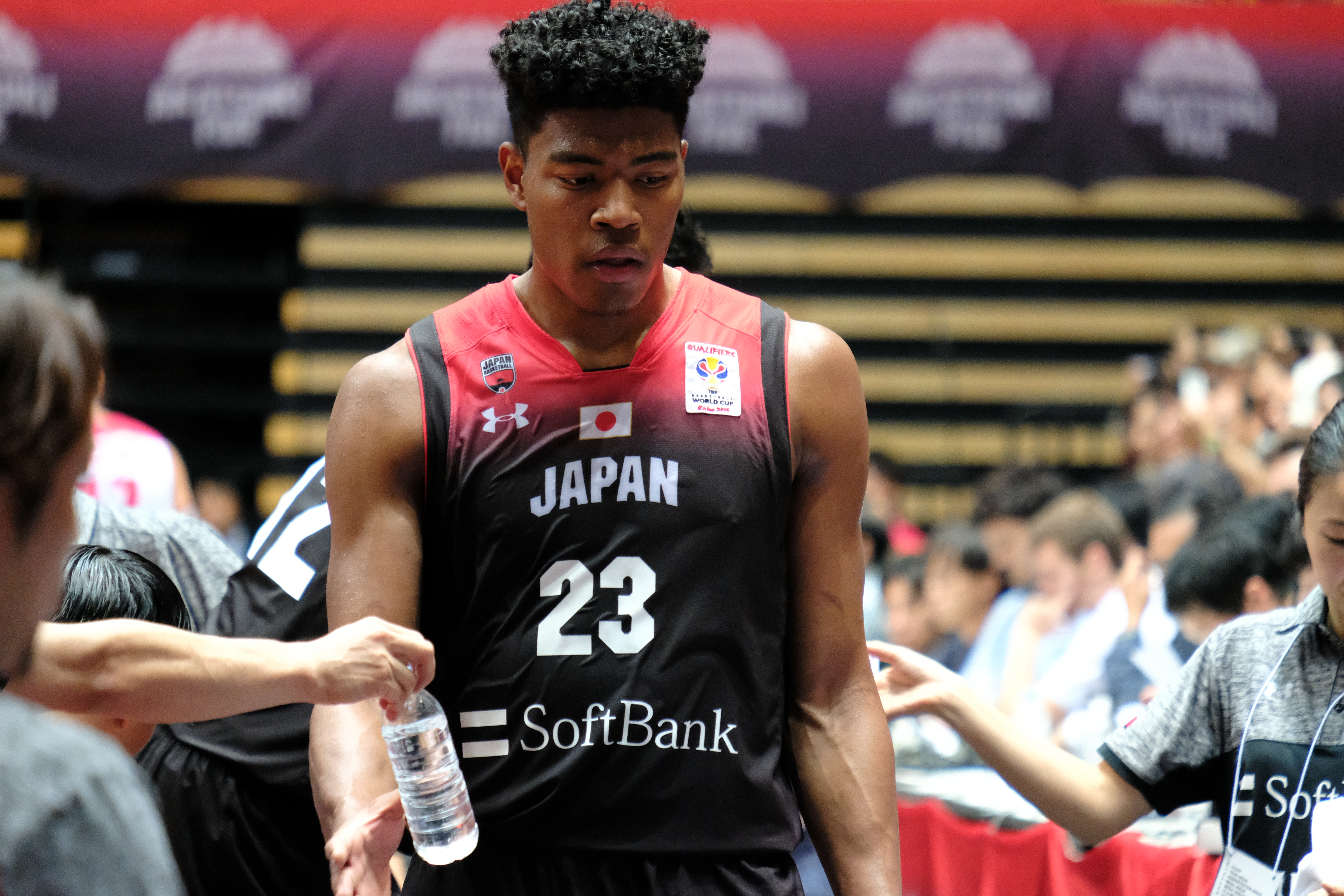
Rui Hachimura, ganador en 2019.

El Julius Erving Small Forward of the Year Award, en español, Premio Julius Erving al Mejor Alero del Año, es un galardón concedido anualmente por el Naismith Memorial Basketball Hall of Fame al mejor alero de la División I de la NCAA. Tras el éxito del Premio Bob Cousy, que se otorga al mejor base de la temporada, este es uno de los cuatro nuevos premios creados en 2015, junto al Premio Jerry West, Premio Karl Malone y Premio Kareem Abdul-Jabbar.
Su nombre hace referencia y homenajea al tres veces MVP de la Temporada de la ABA y una vez MVP de la Temporada de la NBA, Julius Erving. El primer ganador fue Stanley Johnson.

## Ganadores
|             | Galardonado con un premio nacional de Jugador del Año: el Naismith College Player of the Year o el John R. Wooden Award |
| Jugador (X) | Denota el número de veces que el jugador ha conseguido el galardón                                                      |

| Temporada | Jugador          | Universidad    | Clase     | Ref.   |
| --------- | ---------------- | -------------- | --------- | ------ |
| 2014–15   | Stanley Johnson  | Arizona        | Freshman  | [ 3 ]  |
| 2015–16   | Denzel Valentine | Michigan State | Senior    | [ 4 ]  |
| 2016–17   | Josh Hart        | Villanova      | Senior    | [ 5 ]  |
| 2017–18   | Mikal Bridges    | Villanova      | Junior    | [ 6 ]  |
| 2018–19   | Rui Hachimura    | Gonzaga        | Junior    | [ 7 ]  |
| 2019–20   | Saddiq Bey       | Villanova      | Sophomore | [ 8 ]  |
| 2020–21   | Corey Kispert    | Gonzaga        | Senior    | [ 9 ]  |
| 2021–22   | Wendell Moore    | Duke           | Junior    | [ 10 ] |
| 2022–23   | Jalen Wilson     | Kansas         | Junior    | [ 11 ] |
| 2023–24   | Dalton Knecht    | Tennessee      | Graduado  | [ 12 ] |
| 2024–25   | Cooper Flagg     | Duke           | Freshman  | [ 13 ] |

## Ganadores por universidad
| Universidad    | Premios | Años             |
| -------------- | ------- | ---------------- |
| Villanova      | 3       | 2017, 2018, 2020 |
| Gonzaga        | 2       | 2019, 2021       |
| Duke           | 2       | 2022, 2025       |
| Arizona        | 1       | 2015             |
| Kansas         | 1       | 2023             |
| Michigan State | 1       | 2016             |
| Tennessee      | 1       | 2024             |